# خيزان
خيزان هي بلدة في محافظة بدليس في تركيا، وهي مركز مقاطعة خيزان. يبلغ سكانها 12,409 نسمة حسب تقديرات سنة 2021.